# Чемпіонат світу з хокею із шайбою 2012 (дивізіон II)
Чемпіонат світу з хокею із шайбою 2012 — чемпіонат світу з хокею із шайбою, який проходив у Ісландії та Болгарії.

## Учасники

### Група A
| Збірна        | Результати 2011 року                         |
| ------------- | -------------------------------------------- |
| Хорватія      | 2-е місце у Дивізіоні II Групи B.            |
| Естонія       | 6-е місце у Дивізіоні I Групи B.             |
| Ісландія      | Господарі, 3-є місце у Дивізіоні II Групи B. |
| Нова Зеландія | 2-е місце у Дивізіоні II Групи A.            |
| Сербія        | 3-є місце у Дивізіоні II Групи A.            |
| Іспанія       | 5-е місце у Дивізіоні І Групи A.             |

### Група В
| Збірна   | Результати 2011 року                         |
| -------- | -------------------------------------------- |
| Бельгія  | 4-е місце у Дивізіоні II Групи A.            |
| Болгарія | Господарі, 5-е місце у Дивізіоні II Групи B. |
| Китай    | 4-е місце у Дивізіоні II Групи B.            |
| Ізраїль  | 1-е місце у Дивізіоні III.                   |
| Мексика  | 5-е місце у Дивізіоні II Групи A.            |
| ПАР      | 2-е місце у Дивізіоні III.                   |

## Група A

### Підсумкова таблиця
| Збірна        | М | В | ВО | ПО | П | Ш       | О  |
| ------------- | - | - | -- | -- | - | ------- | -- |
| Естонія       | 5 | 5 | 0  | 0  | 0 | 39 : 11 | 15 |
| Іспанія       | 5 | 4 | 0  | 0  | 1 | 21 : 9  | 12 |
| Хорватія      | 5 | 3 | 0  | 0  | 2 | 27 : 13 | 9  |
| Ісландія      | 5 | 2 | 0  | 0  | 3 | 12 : 19 | 6  |
| Сербія        | 5 | 1 | 0  | 0  | 4 | 27 : 20 | 3  |
| Нова Зеландія | 5 | 0 | 0  | 0  | 5 | 5 : 59  | 0  |

### Результати
| Дата      | Збірна        | Результат                                                                    | Збірна        |
| --------- | ------------- | ---------------------------------------------------------------------------- | ------------- |
| 12.4.2012 | Хорватія      | 2:3 (0:0, 1:1, 1:2) Протокол [Архівовано 4 березня 2016 у Wayback Machine.]  | Іспанія       |
| 12.4.2012 | Естонія       | 5:2 (1:2, 3:0, 1:0) Протокол [Архівовано 19 лютого 2014 у Wayback Machine.]  | Сербія        |
| 12.4.2012 | Ісландія      | 4:0 (1:0, 1:0, 2:0) Протокол [Архівовано 19 лютого 2014 у Wayback Machine.]  | Нова Зеландія |
| 13.4.2012 | Естонія       | 3:2 (2:0, 0:1, 1:1) Протокол [Архівовано 10 червня 2015 у Wayback Machine.]  | Хорватія      |
| 13.4.2012 | Іспанія       | 7:0 (1:0, 4:0, 2:0) Протокол [Архівовано 3 лютого 2016 у Wayback Machine.]   | Нова Зеландія |
| 13.4.2012 | Сербія        | 3:5 (2:2, 0:3, 1:0) Протокол [Архівовано 19 лютого 2014 у Wayback Machine.]  | Ісландія      |
| 15.4.2012 | Іспанія       | 4:2 (1:2, 1:0, 2:0) Протокол [Архівовано 19 лютого 2014 у Wayback Machine.]  | Сербія        |
| 15.4.2012 | Хорватія      | 12:3 (3:0, 4:1, 5:2) Протокол [Архівовано 19 лютого 2014 у Wayback Machine.] | Нова Зеландія |
| 15.4.2012 | Естонія       | 7:2 (2:1, 3:0, 2:1) Протокол [Архівовано 19 лютого 2014 у Wayback Machine.]  | Ісландія      |
| 17.4.2012 | Нова Зеландія | 2:19 (0:8, 2:6, 0:5) Протокол [Архівовано 19 лютого 2014 у Wayback Machine.] | Естонія       |
| 17.4.2012 | Сербія        | 3:6 (1:2, 0:2, 2:2) Протокол [Архівовано 19 лютого 2014 у Wayback Machine.]  | Хорватія      |
| 17.4.2012 | Ісландія      | 0:4 (0:2, 0:1, 0:1) Протокол [Архівовано 19 лютого 2014 у Wayback Machine.]  | Іспанія       |
| 18.4.2012 | Нова Зеландія | 0:17 (0:7, 0:6, 0:4) Протокол [Архівовано 3 січня 2014 у Wayback Machine.]   | Сербія        |
| 18.4.2012 | Іспанія       | 3:5 (1:2, 2:2, 0:1) Протокол [Архівовано 19 лютого 2014 у Wayback Machine.]  | Естонія       |
| 18.4.2012 | Хорватія      | 5:1 (1:0, 1:0, 3:1) Протокол [Архівовано 19 лютого 2014 у Wayback Machine.]  | Ісландія      |

### Бомбардири
Список 10 найкращих гравців, сортованих за очками.
| М | Гравець          | Країна   | І | Г | П  | О  | +/− | ШХ |
| - | ---------------- | -------- | - | - | -- | -- | --- | -- |
| 1 | Джоел Прпич      | Хорватія | 5 | 3 | 10 | 13 | +6  | 2  |
| 2 | Ендрю Сертич     | Хорватія | 5 | 7 | 5  | 12 | +8  | 0  |
| 3 | Олександр Петров | Естонія  | 5 | 5 | 7  | 12 | +8  | 0  |
| 4 | Максим Іванов    | Естонія  | 5 | 4 | 5  | 9  | +6  | 12 |
| 5 | Олексій Сибірцев | Естонія  | 5 | 5 | 3  | 8  | +6  | 0  |
| 6 | Пабло Муньйос    | Іспанія  | 5 | 3 | 5  | 8  | +5  | 6  |
| 6 | Роберт Рооба     | Естонія  | 5 | 3 | 5  | 8  | +5  | 6  |
| 8 | Дмитро Родін     | Естонія  | 5 | 2 | 6  | 8  | +5  | 10 |
| 9 | Марко Ковачевич  | Сербія   | 5 | 3 | 4  | 7  | +2  | 2  |
| 9 | Ігор Лазич       | Хорватія | 5 | 3 | 4  | 7  | +4  | 2  |
| 9 | Кенні Маколей    | Хорватія | 5 | 3 | 4  | 7  | +2  | 0  |

Джерело: IIHF.com [Архівовано 3 березня 2016 у Wayback Machine.]

### Найкращі воротарі
Список п'яти найращих воротарів, сортованих за відсотком відбитих кидків.
| М | Гравець               | Країна   | ЧНЛ    | Г  | %ВК   | СП   | ША |
| - | --------------------- | -------- | ------ | -- | ----- | ---- | -- |
| 1 | Андер Алькайне        | Іспанія  | 290:17 | 9  | 95.16 | 1.86 | 1  |
| 2 | Віллем-Хенрік Койтмаа | Естонія  | 235:56 | 9  | 92.56 | 2.29 | 0  |
| 3 | Мате Томленович       | Хорватія | 279:04 | 11 | 91.54 | 2.37 | 0  |
| 4 | Денніс Хедстрьом      | Ісландія | 299:50 | 18 | 90.22 | 3.60 | 1  |
| 5 | Мілан Лукович         | Сербія   | 289:39 | 20 | 87.34 | 4.14 | 0  |

Джерело: IIHF.com [Архівовано 4 березня 2016 у Wayback Machine.]

### Нагороди
Найкращі гравці, обрані дирекцією ІІХФ.
- Найкращий воротар:  Андер Алькайне
- Найкращий захисник:  Кенні Маколей
- Найкращий нападник:  Олександр Петров

Найкращі гравці кожної з команд
- Джоел Прпич
- Антоніо Гавіланес
- Лаурі Лахесалу
- Еміль Аленгаард
- Джошуа Хей
- Марко Милованович

## Група В

### Підсумкова таблиця
| Збірна   | М | В | ВО | ПО | П | Ш       | О  |
| -------- | - | - | -- | -- | - | ------- | -- |
| Бельгія  | 5 | 5 | 0  | 0  | 0 | 49 : 11 | 15 |
| Китай    | 5 | 3 | 0  | 0  | 2 | 28 : 21 | 9  |
| Болгарія | 5 | 2 | 1  | 0  | 2 | 21 : 28 | 8  |
| Мексика  | 5 | 2 | 0  | 1  | 2 | 17 : 24 | 7  |
| Ізраїль  | 5 | 1 | 1  | 1  | 2 | 19 : 22 | 6  |
| ПАР      | 5 | 0 | 0  | 0  | 5 | 4 : 32  | 0  |

### Результати
| Дата     | Збірна   | Результат                                                                            | Збірна   |
| -------- | -------- | ------------------------------------------------------------------------------------ | -------- |
| 2.4.2012 | Мексика  | 2:9 (0:5, 1:1, 1:3) Протокол [Архівовано 19 лютого 2014 у Wayback Machine.]          | Бельгія  |
| 2.4.2012 | Китай    | 9:5 (3:2, 2:1, 4:2) Протокол [Архівовано 3 березня 2016 у Wayback Machine.]          | Ізраїль  |
| 2.4.2012 | ПАР      | 1:4 (0:1, 1:1, 0:2) Протокол [Архівовано 19 лютого 2014 у Wayback Machine.]          | Болгарія |
| 3.4.2012 | Китай    | 5:1 (3:0, 1:1, 1:0) Протокол [Архівовано 19 лютого 2014 у Wayback Machine.]          | Мексика  |
| 3.4.2012 | Ізраїль  | 6:2 (3:0, 2:0, 1:2) Протокол [Архівовано 19 лютого 2014 у Wayback Machine.]          | ПАР      |
| 3.4.2012 | Бельгія  | 14:3 (2:0, 6:0, 6:3) Протокол [Архівовано 10 червня 2015 у Wayback Machine.]         | Болгарія |
| 5.4.2012 | Бельгія  | 4:1 (1:1, 2:0, 1:0) Протокол [Архівовано 10 червня 2015 у Wayback Machine.]          | Ізраїль  |
| 5.4.2012 | Китай    | 6:1 (2:0, 4:0, 0:1) Протокол [Архівовано 19 лютого 2014 у Wayback Machine.]          | ПАР      |
| 5.4.2012 | Мексика  | 8:5 (5:0, 1:4, 2:1) Протокол [Архівовано 19 лютого 2014 у Wayback Machine.]          | Болгарія |
| 6.4.2012 | ПАР      | 0:14 (0:2, 0:6, 0:6) Протокол [Архівовано 10 червня 2015 у Wayback Machine.]         | Бельгія  |
| 6.4.2012 | Ізраїль  | 5:4 ОТ (1:2, 2:1, 1:1 - 1:0) Протокол [Архівовано 19 лютого 2014 у Wayback Machine.] | Мексика  |
| 6.4.2012 | Болгарія | 6:3 (0:1, 3:2, 3:0) Протокол [Архівовано 19 лютого 2014 у Wayback Machine.]          | Китай    |
| 8.4.2012 | Мексика  | 2:0 (0:0, 2:0, 0:0) Протокол [Архівовано 19 лютого 2014 у Wayback Machine.]          | ПАР      |
| 8.4.2012 | Болгарія | 3:2 Б (1:1, 1:0, 0:1 - 0:0) Протокол [Архівовано 4 березня 2016 у Wayback Machine.]  | Ізраїль  |
| 8.4.2012 | Бельгія  | 8:5 (5:2, 2:0, 1:3) Протокол [Архівовано 19 лютого 2014 у Wayback Machine.]          | Китай    |

### Бомбардири
Список 10 найкращих гравців, сортованих за очками.
| М  | Гравець           | Країна   | І | Г  | П  | О  | +/− | ШХ |
| -- | ----------------- | -------- | - | -- | -- | -- | --- | -- |
| 1  | Олів'є Ролан      | Бельгія  | 5 | 10 | 12 | 22 | +22 | 4  |
| 2  | Мітч Морган       | Бельгія  | 5 | 6  | 15 | 21 | +20 | 2  |
| 3  | Венсан Морган     | Бельгія  | 5 | 10 | 8  | 18 | +21 | 0  |
| 4  | Елізер Щербатов   | Ізраїль  | 5 | 9  | 5  | 14 | +6  | 0  |
| 5  | Станіслав Мухачов | Болгарія | 5 | 4  | 10 | 14 | −1  | 0  |
| 6  | Даніель Мазур     | Ізраїль  | 5 | 6  | 4  | 10 | +4  | 14 |
| 7  | Олексій Йотов     | Болгарія | 5 | 5  | 5  | 10 | −1  | 2  |
| 8  | Чжан Вейян        | КНР      | 5 | 5  | 4  | 9  | +4  | 4  |
| 9  | Сергій Френкель   | Ізраїль  | 5 | 1  | 8  | 9  | +5  | 8  |
| 10 | Кристоф ван Лой   | Бельгія  | 5 | 3  | 5  | 8  | +9  | 4  |

Джерело: IIHF.com [Архівовано 3 січня 2014 у Wayback Machine.]

### Найкращі воротарі
Список п'яти найращих воротарів, сортованих за відсотком відбитих кидків.
| М | Гравець            | Країна   | ЧНЛ    | Г  | %ВК   | СП   | ША |
| - | ------------------ | -------- | ------ | -- | ----- | ---- | -- |
| 1 | Бьорн Стейлен      | Бельгія  | 260:00 | 8  | 93.55 | 1.85 | 0  |
| 2 | Нікола Ніколов     | Болгарія | 167:19 | 8  | 91.30 | 2.87 | 0  |
| 3 | Андрес де ла Гарма | Мексика  | 149:48 | 10 | 90.20 | 4.01 | 0  |
| 4 | Євген Гусін        | Ізраїль  | 257:06 | 15 | 88.10 | 3.50 | 0  |
| 5 | Джек Небе          | ПАР      | 180:17 | 15 | 87.60 | 4.99 | 0  |

Джерело: IIHF.com [Архівовано 3 березня 2016 у Wayback Machine.]

### Нагороди
Найкращі гравці, обрані дирекцією ІІХФ.
- Найкращий воротар:  Бьорн Стейлен
- Найкращий захисник:  Нікі де Херт
- Найкращий нападник:  Станіслав Мухачов

Джерело: IIHF.com [Архівовано 19 лютого 2014 у Wayback Machine.]
Найкращі гравці кожної з команд
- Олів'є Ролан
- Станіслав Мухачов
- Чжан Вейян
- Елізер Щербатов
- Роберто Чабат
- Джек Небе